# Боргосезия
Боргосѐзия (на италиански: Borgosesia; на пиемонтски: 'l Borgh, Ъл Борг) е град и община в Северна Италия, провинция Верчели, регион Пиемонт. Разположен е на 354 m надморска височина. Населението на общината е 12 982 души (към 2014 г.).